# Jonathan Tejada
Jonathan Daniel Tejada (Provincia de San Juan, Argentina, 15 de junio de 1991) es un futbolista argentino que actualmente juega en Independiente Villa Obrera del Torneo Federal B.

## Trayectoria

### Inicios
Tejada arrancó su carrera futbolística con nueve años en las inferiores de Sportivo Desamparados. A los 14 se fue a probar a Independiente de Avellaneda, pero no quedó por un tema administrativo aunque futbolísticamente le dieron el visto bueno. Su arribo definitivo a Buenos Aires se dio en febrero del 2008 al quedar en Chacarita tras una prueba que le hicieron y que duró apenas 20’. Su estadía en el Funebrero se prolongó hasta fines del 2010.
Tras su vuelta a la provincia de San Juan, Tejada, realizó una prueba en el Del Bono, donde no le dieron cabida, y finalmente recaló en San Martín por una chance que le consiguió el masajista del plantel profesional, su vecino Lucas Navarro.

### San Martín de San Juan
Debutó oficialmente en Primera División de la mano del DT Daniel Garnero el 1 de abril del 2012 frente al Colón de Santa fe faltando 10' para terminar el partido obteniendo un buen labor donde tiró el centro que derivó en el empate de Roberval 2 a 2.

### Atlético de la Juventud Alianza
Al no tener mucho rodaje en el primer equipo Verdinegro  y luego de ser bajado por Carlos Mayor junto a otros jugadores del plantel profesional en mayo de 2015 se convierte en nuevo jugador del Lechuzo en condición de préstamo para obtener más rodaje y minutos: antes de terminar el año 2015 rescindió contrato con el  San Martín de San Juan teniendo el pase en su poder.

### Club Sportivo Peñarol
En julio de 2016 firma para el Bohemio sanjuanino para afrontar el un nuevo Torneo Federal B.

### Atlético Marquesado
A comienzos del año 2017 vuelve al club de sus amores, al Tricolor del oeste sanjuanino de su pueblo natal para jugar  el torneo federal C.l

### Villa Obrera
Al quedar eliminado con Marquesado del Federal C es contratado por Cachilo Magallanes para jugar el torneo Federal B 2017 para Independiente Villa Obrera.

## Clubes
| Club                                 | País      | Año           |
| ------------------------------------ | --------- | ------------- |
| Club Atlético San Martín (San Juan)  | Argentina | 2012 - 2015   |
| Club Atlético de la Juventud Alianza | Argentina | 2015-2016     |
| Club Sportivo Peñarol                | Argentina | 2016-2017     |
| Independiente Villa Obrera           | Argentina | 2017-presente |

- Datos: Q16582026